# Östra Regnsjön
Östra Regnsjön är en sjö i Gislaveds kommun i Småland och ingår i Nissans huvudavrinningsområde.